# Kruisspin
De kruisspin (Araneus diadematus) is een middelgrote spin uit de familie van de wielwebspinnen (Araneidae).
De kruisspin is in tegenstelling tot veel andere spinnen geen schuwe soort, maar eentje die vaak midden in het web zit en moeilijk over het hoofd is te zien. De vrouwelijke kruisspin wordt ook relatief groot, tot zo'n 17 millimeter lang. De naam is te danken aan het op een kruis gelijkende patroon op het achterlijf, dat bestaat uit een groepje lichtere tot witte vlekjes die afsteken tegen de donkerbruine tot gele achtergrondkleur. De kruisspin is in Europa een van de algemenere soorten en de spin komt ook in België en Nederland voor. Omdat de kruisspin in beschaduwde, van de wind afgeschermde hogere planten leeft duikt de spin vaak op in tuinen. De spin wordt in Nederland daarom soms tuinspin genoemd.
De kruisspin bouwt het verticaal hangende web op enige hoogte en vangt voornamelijk vliegende insecten. De spin wordt zelf gegeten door insecteneters zoals vogels. De levenscyclus is tweejarig; de paring vindt plaats in de herfst en de eitjes overwinteren. In de lente komen ze uit en pas het volgende jaar worden de spinnen volwassen.
De kruisspin werd door de Europese Arachnologische Vereniging uitgeroepen tot spin van het jaar 2010.

## Verspreiding
De kruisspin komt voor in zowel Noord-Amerika als in grote delen van Europa. In Noord-Amerika, waar de spin is geïntroduceerd, heeft de spin een groot verspreidingsgebied in het noorden, op de grens tussen de Verenigde Staten en Canada. De spin komt voor van het oosten in New England tot in het westen in Brits-Columbia, Washington en Oregon.
In Europa komt de kruisspin voor van noordelijk Scandinavië tot in de landen aan de Middellandse Zee. In Groot-Brittannië komt de spin overal voor, op enkele locaties in noordelijk Schotland na. In Ierland is de spin echter zeer zeldzaam en is hij alleen bekend van enkele verspreide populaties in het noorden.
In België en Nederland komt de soort overal algemeen voor. In Nederland is de spin ook aangetroffen op de Waddeneilanden.

## Kenmerken
| A = poten B = achterlijf C = kopborststuk |  | D = ogen E = kaak F = palp |

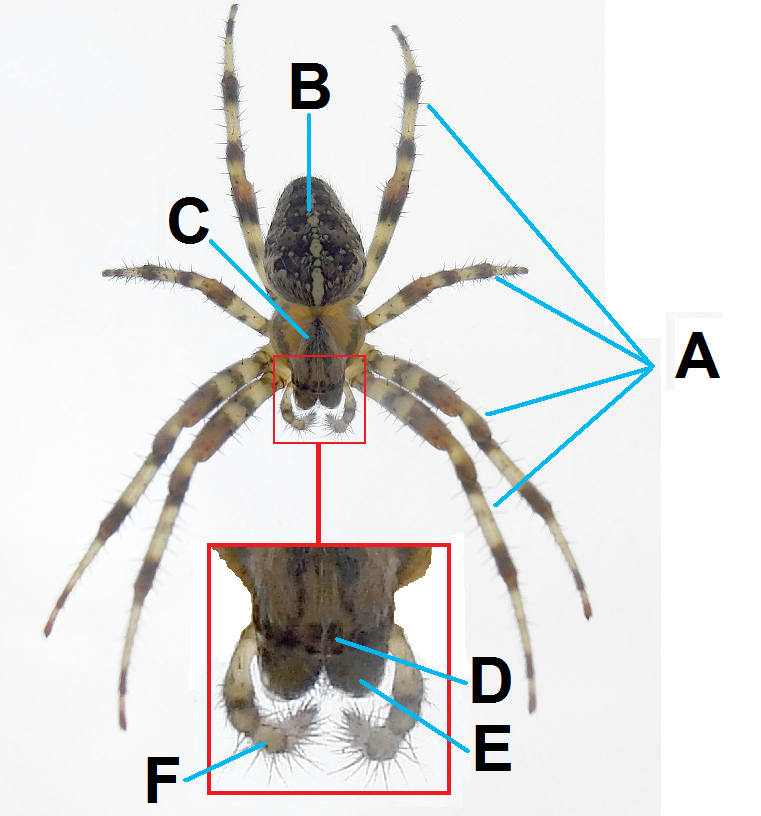
Lichaamsdelen van een kruisspin:

De kruisspin is erg variabel van kleur (van zeer bleek geelbruin tot bruinrood en bijna zwart) en de intensiteit van het patroon. Op het achterlijf is vrijwel altijd een wit kruis te zien.
De kruisspin vertoont een sterke seksuele dimorfie; de mannetjes en de vrouwtjes zien er nogal verschillend uit. Als de spinnen net uit het ei komen is het geslacht niet vast te stellen maar bij de volwassen exemplaren zijn de vrouwtjes veel groter dan de mannetjes. De vrouwtjes bereiken een lichaamslengte van 12 tot 17 millimeter, exclusief poten, terwijl de mannetjes ongeveer 5 tot 10 millimeter lang worden. Als de spinnen nog jong zijn, verschillen de mannetjes en wijfjes niet veel van elkaar. Na verloop van tijd groeien de wijfjes harder dan de mannetjes. In de zomer van hun tweede levensjaar, als de wijfjes volwassen worden, groeien ze zeer snel. Mannetjes hebben naar verhouding langere poten maar een beduidend kleiner achterlijf dan de vrouwtjes. Vooral vrouwtjes die eieren dragen hebben een opvallend dik achterlijf.
Wat direct opvalt aan de spin zijn de vier paar lange poten (A) die een stekelige beharing dragen; de haartjes hebben een tastzintuiglijke functie. De kleur van de poten is bruin, afgewisseld met lichte banden. De poten bestaan uit zeven segmenten, waarvan de uiteinden de tarsen worden genoemd. Deze dragen kleine klauwtjes waarmee de spin zich aan de ondergrond hecht. Het voorste paar poten is het langst en wordt gebruikt om de omgeving af te tasten.
Het lichaam van de spin is verdeeld in twee zichtbare delen: het achterlijf of abdomen (B) en de voorzijde, die bestaat uit de met het borststuk gefuseerde kop, het kopborststuk of cephalothorax (C). Het kopborststuk is lichter gekleurd dan het achterlijf en ongevlekt. Aan de voorzijde van het kopborststuk zitten de ogen (D); de kruisspin heeft er acht in totaal. Aan de voorzijde zitten vier oogjes die iets uit elkaar staan; aan weerszijden van de kop zijn steeds twee oogjes aanwezig die dichter tegen elkaar liggen. De ogen zijn donker en glanzend, ze doen kraalachtig aan. De ogen bestaan uit een enkele structuur met ieder een eigen lens. De ogen worden bij spinnen wel puntoogjes of ommatidiën genoemd. Aan de onderzijde van de kop bevinden zich twee paar kaken (E); de bovenkaken dragen klauw-achtige structuren en bevatten een gifkanaal. De gifklieren zitten in het kopborststuk. De spin neemt voedsel op door eerst verteringssappen in de prooi te brengen en deze vervolgens weer op te zuigen. Hierbij wordt de prooi al deels buiten het lichaam van de spin verteerd. De palpen (F) hebben een zintuiglijke functie en worden door de mannetjes gebruikt als spermacapsule.

### Achterlijf

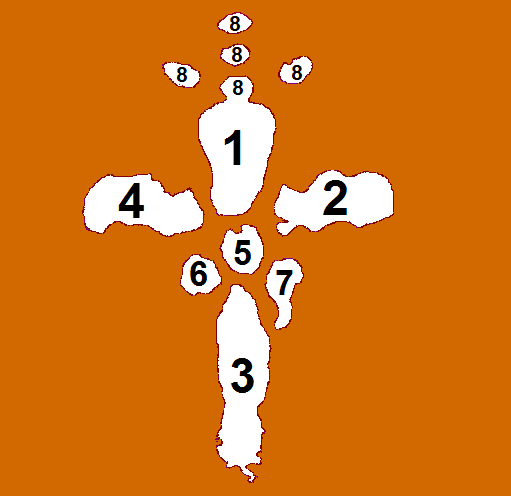
Vlekpatroon van een kruisspin in het web, dus met de voorzijde onder

Het achterlijf is driehoekig. Aan de achterzijde zijn zowel bij mannetjes als vrouwtjes altijd drie paar spintepels aanwezig. Dit zijn de uitscheidingsorganen waarmee het spinnenweb wordt gebouwd, maar ook prooien en eicocons worden omwikkeld. De spintepels kunnen verschillende soorten draden produceren; stevige en niet-kleverige draden om het frame van het web te maken en de eitjes te voorzien van een beschermende laag spinsel, en kleverige vangdraden om prooien in het web te vangen.
De kruisspin is te herkennen aan de lichte vlekken op de bovenzijde van het achterlijf. Vrijwel alle exemplaren hebben een duidelijk kruisvormige groepering van de vlekken. Slechts bij sommige exemplaren ontbreekt het kruis. Op de afbeelding is het vlekpatroon van een willekeurig exemplaar weergegeven in rustpositie, dus met de kop naar beneden. Het kruis wordt gevormd door een groep lichtere tot witte vlekken, die bestaan uit twee verticaal langwerpige vlekken aan de boven- en onderzijde (1 en 3) en twee horizontaal langwerpige vlekken aan weerszijden (2 en 4). Daar waar de vlekken samenkomen is een vlek in het midden aanwezig (5). Aan weerszijden van de kleine vlek zijn twee vlekken aanwezig, waarbij de linkervlek (6) vaak kleiner is dan die aan de rechterzijde (7). Boven de groep vlekken die het kruis vormen, wordt het kruismotief herhaald door kleinere ronde vlekjes (8).
De lichtere vlekken worden niet veroorzaakt door pigmenten maar door onder de huid gelegen cellen die gevuld zijn met guaninekristallen. De cellen die de kristallen bevatten worden wel guanocieten genoemd. Guanine ontstaat als afvalstof van de spijsvertering en wordt omgezet in kristallen en opgeslagen in de guanocieten. De kristallen weerkaatsen alle licht waardoor ze wit aandoen; de bovengelegen huidlaag is doorzichtig zodat ze goed opvallen.

### Onderscheid met andere soorten
| Afbeeldingen: Gelijkende soorten Viervlekwielwebspin ( Araneus quadratus ) Eikenbladspin ( Aculepeira ceropegia ) Platte wielwebspin ( Nuctenea umbratica ) Schouderkruisspin ( Araneus angulatus ) |

De kruisspin lijkt enigszins op de eikenbladspin (Aculepeira ceropegia). Deze soort heeft echter een iets ander patroon op de rug, dat doet denken aan een vlampatroon. De eikenbladspin blijft kleiner en overwintert als jonge spin en niet als ei. Ook de viervlekwielwebspin (Araneus quadratus) lijkt door de vier lichtere vlekken op de kruisspin maar heeft een duidelijk boller achterlijf. Andere wielwebspinnen lijken niet op de kruisspin doordat ze bijvoorbeeld uitsteeksels hebben op het achterlijf, zoals de schouderkruisspin (Araneus angulatus) of een afwijkende lichaamsvorm hebben, zoals de platte wielwebspin (Nuctenea umbratica). Sommige wielwebspinnen zijn door hun andere kleuren gemakkelijk te onderscheiden, zoals de geelgestreepte wespspin.

## Levenswijze

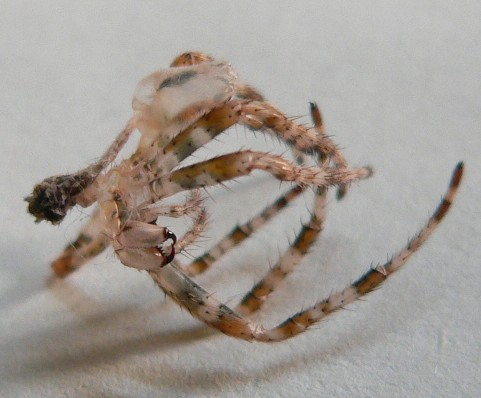
Vervellingshuid van de kruisspin, iets linksonder van het midden is de huid van de cheliceren te zien

De kruisspin moet net als alle geleedpotigen regelmatig vervellen om te kunnen groeien, hiertoe wordt het harde exoskelet vervangen door een nieuwe laag die de eerste tijd nog rekbaar is zodat het lichaam groter kan worden. Het exoskelet wordt in één keer afgeworpen tijdens de vervelling waarbij de nieuwe huid nog zacht is en dit geldt ook voor de poten en de kaken. De kruisspin is hierdoor erg kwetsbaar voor aanvallen van vijanden en trekt zich enige tijd voor de vervelling terug op een beschutte plaats en komt pas tevoorschijn als het lichaam is uitgehard.
De kruisspin is een groot deel van het leven bezig met het bouwen van een web. Het web is vergelijkbaar met dat van andere wielwebspinnen, deze familie van spinnen bouwt een vierkant frame met een spiraalvormige vangdraad in het midden die ondersteund wordt door een aantal draden die van het frame naar het midden van het web lopen en doen denken aan spaken. Het web in zijn geheel lijkt hierdoor op een fietswiel waaraan de naam van de spinnen te danken is. Het web raakt gemakkelijk beschadigd en snel vervuild, bovendien drogen de spinseldraden snel uit. Daarom moet het web iedere dag worden vervangen. Ook moet het web na iedere vangst gerepareerd worden omdat een spartelend prooidier het web beschadigt.
Bij het bouwen van het web wordt eerst een verticale draad gespannen die de brugdraad wordt genoemd. Vervolgens worden aan de onder- en bovenzijde twee horizontale draden gesponnen waarbij deze weer worden verbonden door een verticale draad aan de andere zijde. Zo is een vierkant ontstaan, waarbij een draad in het midden van boven naar beneden wordt gemaakt. Vervolgens maakt de spin draden van het midden van het web naar de randen van het vierkant, die lijken op spaken. Deze worden ten slotte verbonden door een spiraalvormige, kleverige vangdraad.

### Voortplanting

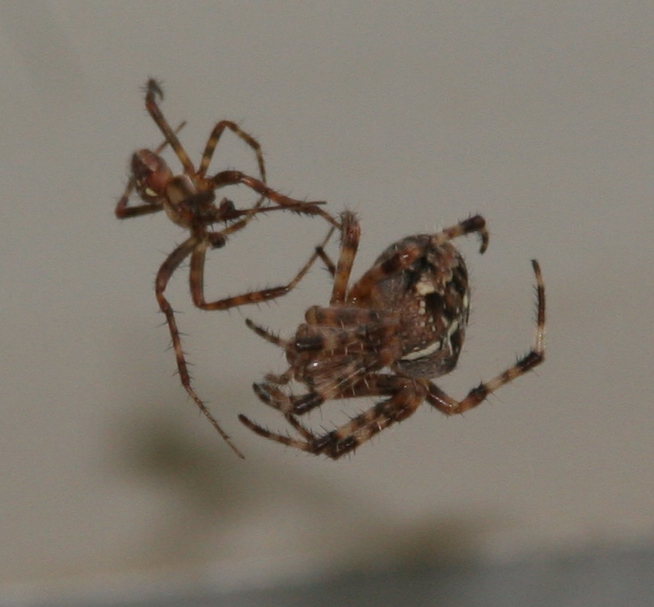
Vlak voor de paring, mannetje links

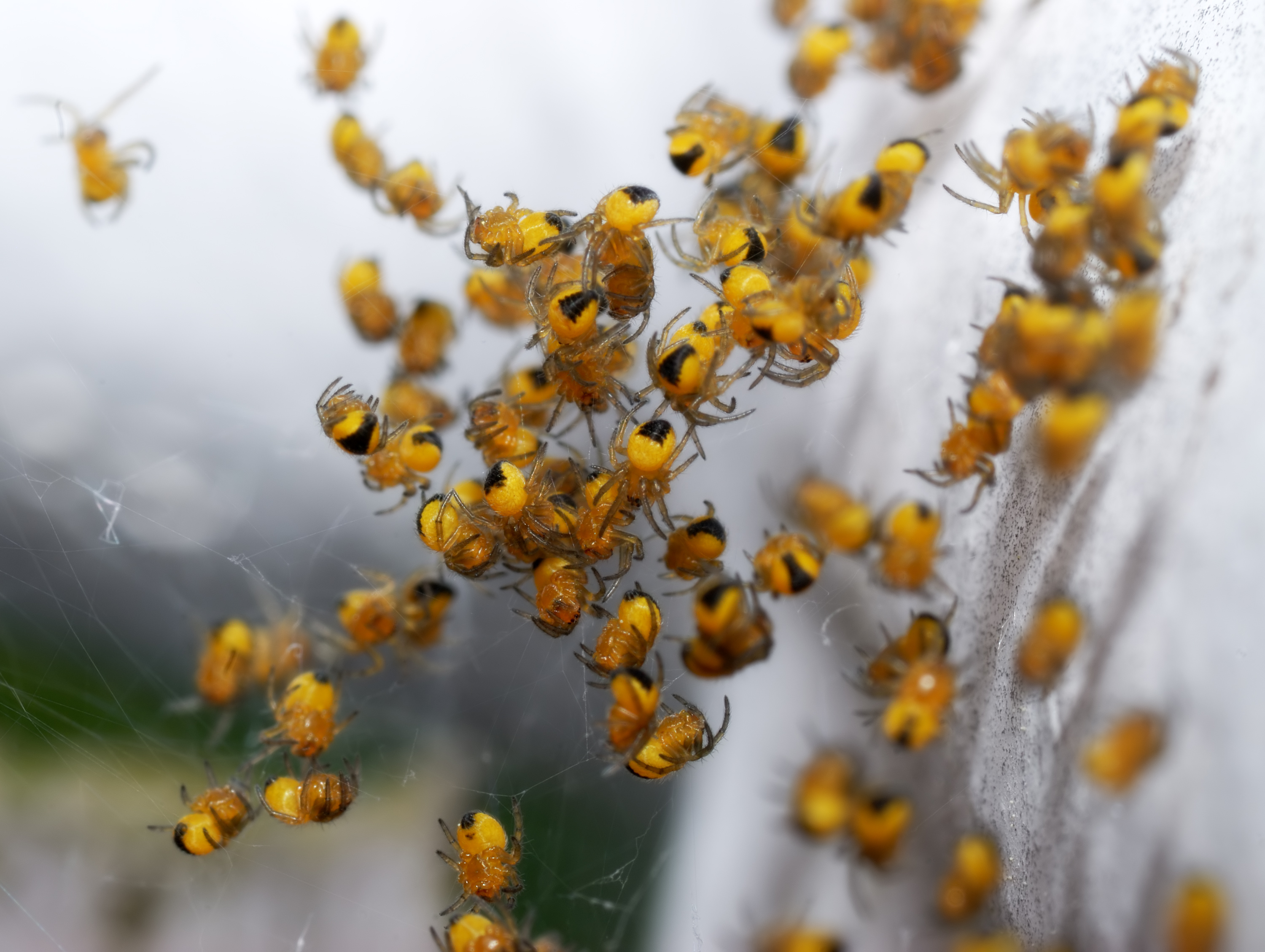
Jonge spinnetjes blijven bij elkaar maar bij verstoring rennen ze alle kanten op

Aan het einde van de zomer is de kruisspin volwassen. Eenmaal volwassen maken de spinnen veel grotere webben dan jonge spinnen, waardoor ze goed opvallen. De vrouwtjes blijven in hun web terwijl mannetjes naar een vrouwtje op zoek gaan. De paring is voor een mannetje een hachelijke zaak; hij moet omzichtig te werk gaan om niet als prooi gezien te worden. Het mannetje is aanmerkelijk kleiner dan het vrouwtje en moet haar laten weten dat hij geen prooi is. De paring van spinnen is uitwendig, het mannetje heeft aan de monddelen of pedipalpen een ballonnetje wat de bulbus wordt genoemd. Deze heeft een pipet-achtige werking zodat sperma kan worden opgezogen en later in het vrouwelijke geslachtsorgaan of epigine kan worden afgegeven. Zowel de palp van het mannetje als de epigyne van het vrouwtje hebben bij de kruisspin een precies in elkaar passende vorm, zodat met de palp van een mannelijke kruisspin alleen in de epigine van een vrouwelijke kruisspin kan worden gebracht. Dit wordt nog versterkt door de stekels en haken die de palp draagt. Als de palp is gevuld wordt het als een spermapakketje of spermatofoor ingebracht.
Tijdens de paring probeert het mannetje het vrouwtje zo snel mogelijk te bevruchten, dan loopt hij de minste kans om te worden opgegeten. Als het mannetje weet te ontsnappen kan hij nog een tweede keer paren, de mannetjes worden niet altijd opgegeten.
Na de bevruchting wordt het sperma opgeslagen in een speciaal kamertje, de spermatheek. Het vrouwtje heeft een gepaarde eileider waar de eicellen worden bevrucht en de eieren worden gevormd. Hierbij zwelt het achterlichaam enorm op. De eitjes worden afgezet in een cocon, die bestaat uit een ronde schijf van spinsel waarvan de zijkant wordt voorzien van een opstaande rand. Nu ontstaat een kamertje waarin de eitjes worden afgezet. De grootte van de cocon correleert met de grootte van de spin; een klein exemplaar zal een kleinere cocon bouwen. Dit geldt echter niet voor het aantal eitjes, dat varieert van enige tientallen tot honderden eitjes. Als de cocon af is, wordt deze voorzien van pluizige spinseldraden ter bescherming. De cocon wordt de eerste tijd bewaakt door het vrouwtje waarbij eventuele beschadigingen worden gerepareerd. De eicocons worden in de herfst afgezet op verborgen plekken in planten en zien eruit als een pluk watten met in het midden de gelige eitjes. Het vrouwtje stopt met jagen en sterft vaak korte tijd nadat haar eiercocon is afgezet.
De eieren overwinteren; in de lente komen de jonge spinnetjes tevoorschijn, ze hebben een kenmerkende gele lichaamskleur en houden zich de eerste dagen op in een van spinsel gemaakt nest. Het groepje jonge kruisspinnen verspreidt zich als het nest wordt verstoord om enige tijd later weer samen te komen. De jonge kruisspinnen of spiderlings leven de eerste tijd van het voedsel in hun dooier; hier doen ze ongeveer 7 tot 10 dagen mee. Daarna klimmen ze zo hoog mogelijk in een plant en laten ze uit hun achterlijf een lange draad de lucht in zweven. Deze draad wordt door de wind opgepakt en neemt de jonge spin mee de lucht in. Zo verspreiden de kleine spinnetjes zich -terwijl ze niet kunnen vliegen- door de lucht en kunnen honderden meters verder terechtkomen. De jonge spinnen maken een web dat al direct lijkt op dat van volwassen exemplaren, al het is het nog veel kleiner.

Afbeeldingen: voortplanting
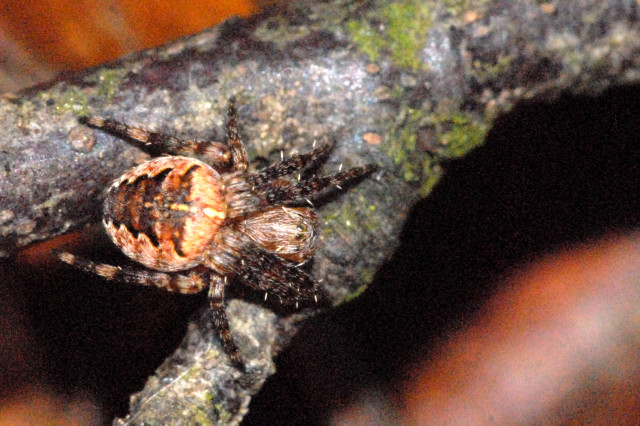
Mannetjes zijn kleiner dan vrouwtjes
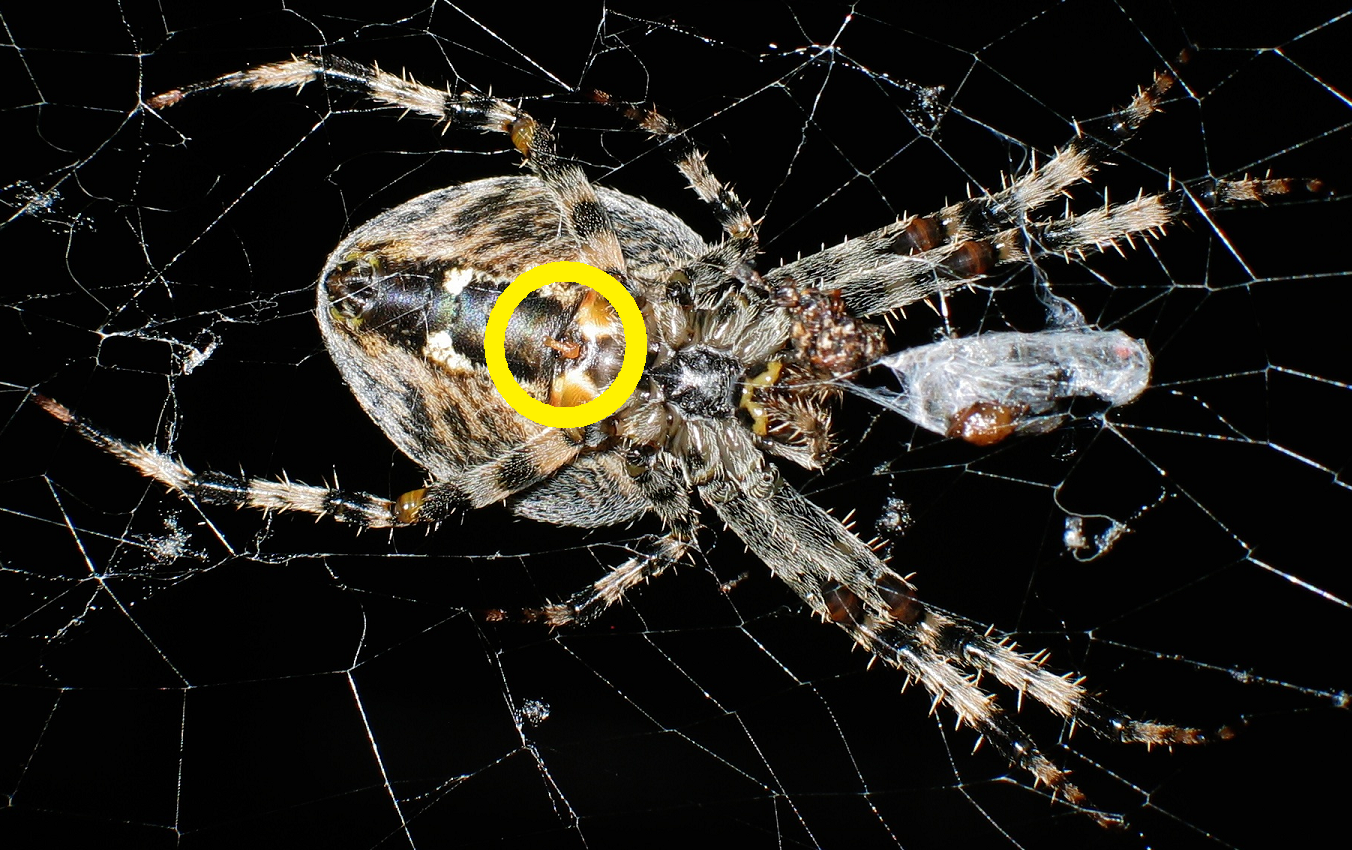
Epigyne van het vrouwtje
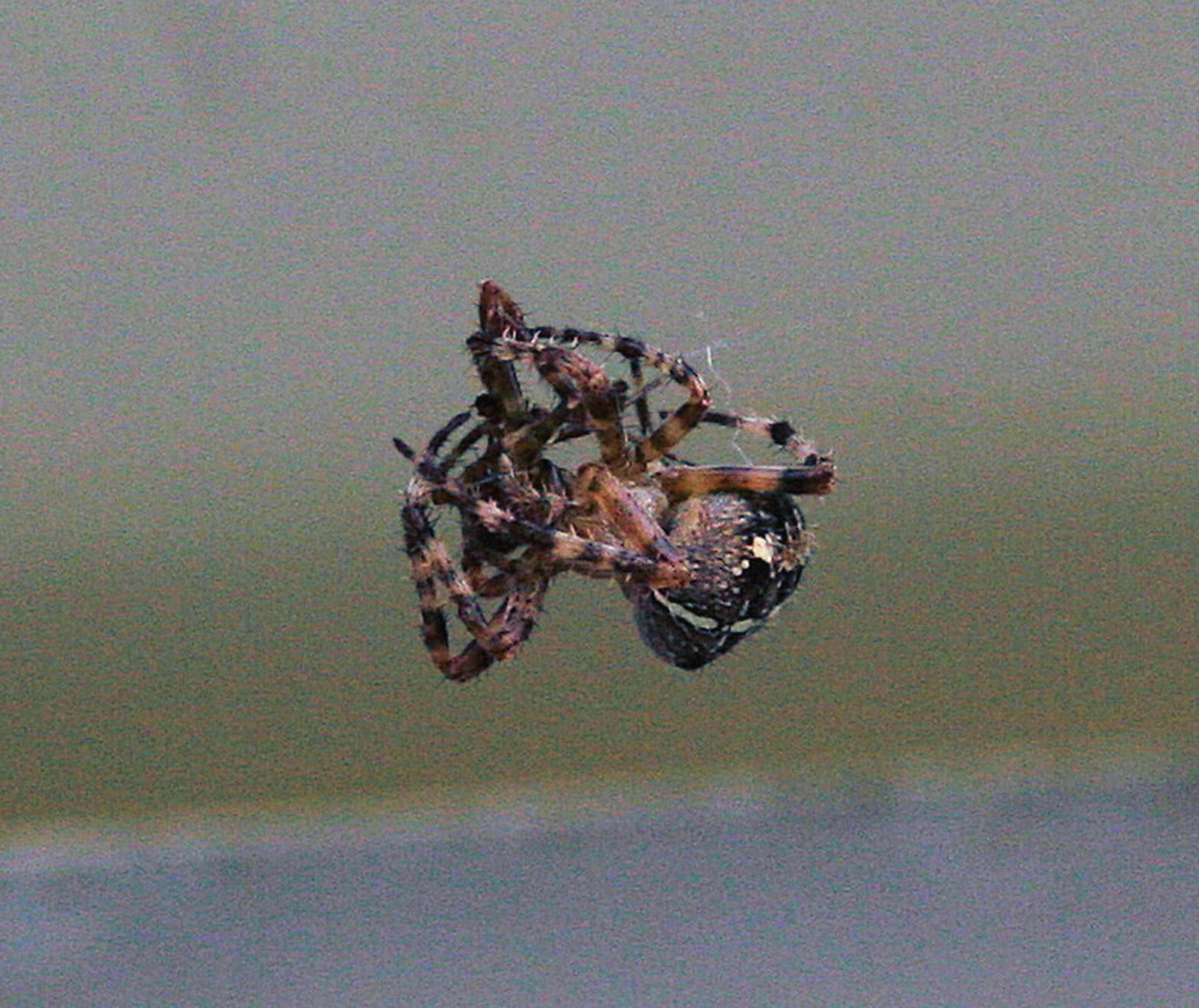
Paring van de kruisspin

## Ecologie
De kruisspin bouwt zijn web op open plekken tussen lage boomtakken of in struiken, die echter van de wind zijn afgeschermd. Het web wordt gemakkelijk door regen en wind vernietigd waardoor de spin alleen voorkomt op beschutte plaatsen. Tuinen van mensen zijn voor de kruisspin ideaal, omdat deze vaak hogere begroeiing bevatten en relatief goed zijn afgeschermd van felle zon en van wind door het naastgelegen huis.
De kruisspin heeft een vochtige leefomgeving nodig en kan slecht tegen droogte en komt vooral voor in laaglanden. Een andere weersomstandigheid waar de spin onder lijdt is hevige regenval.

### Voedsel

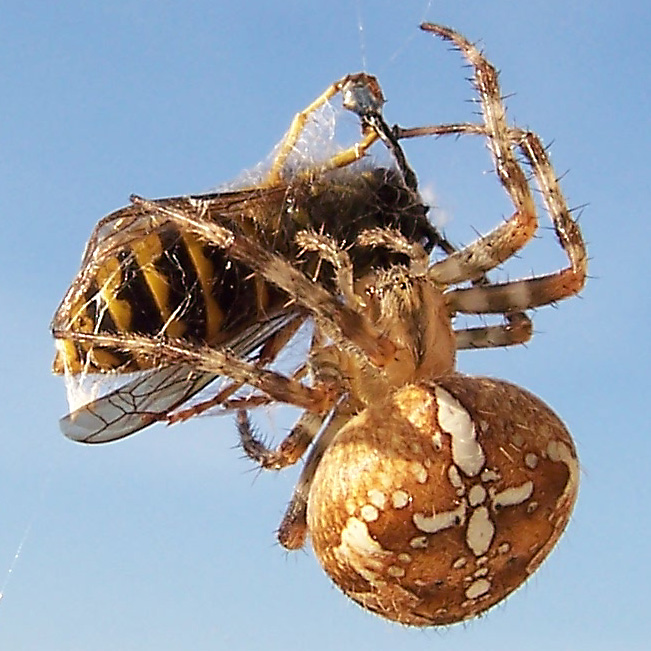
Een kruisspin met een buitgemaakte wesp

Met het web, waarin de spin gewoonlijk ondersteboven in het centrum zit te wachten, wordt het voedsel gevangen. Het web wordt dagelijks opnieuw gesponnen, dit duurt ongeveer 20 minuten. Het is een wielvormig web waarbij het centrum zich iets boven het midden bevindt met een grote mate van symmetrie.
Het web wordt gemaakt op enige hoogte en bevindt zich vaak tussen twee takken. Sommige spinnen jagen op bodembewonende prooien en maken geen web, een voorbeeld is de wolfspin. Andere soorten hebben zich gespecialiseerd in het vangen van springende insecten die zich bij de bodem bevinden en jagen op bijvoorbeeld sprinkhanen zoals de wespspin. De kruisspin bezet een andere niche en bouwt het web op enige hoogte boven de bodem in struiken en lagere takken van bomen. Het web van de kruisspin is geschikt om vliegende insecten te vangen, zowel kleine als wat grotere vliegende insecten. Bekende prooien zijn vliegen en muggen, wespen en bijen maar ook grotere insecten zoals vlinders worden gegeten. Heel kleine prooien die in het web geraken, zoals bladluizen, worden genegeerd.
Zodra een prooi het web invliegt wordt de spin gealarmeerd door de trillingen van de draden van het web. Deze draden dienen speciaal om te spin te alarmeren en worden de signaaldraden genoemd. De spin snelt zich naar de prooi en wikkelt deze snel in spinsel. Pas daarna wordt een beet toegediend die de prooi verlamt.
In de zomer van hun tweede levensjaar zijn de wijfjes zo groot dat ze een web van ongeveer 60 cm doorsnede maken. De spinnenwebben zijn voornamelijk tegen het eind van de zomer goed zichtbaar; de spinnen zaten er reeds lange tijd maar hun webben zijn nu veel groter geworden. Vooral bij vochtige weersomstandigheden zijn de webben duidelijk te zien doordat ze bedekt zijn met dauwdruppels waardoor ze een zilverachtige glans krijgen.
Het grootste deel van de volwassen spinnen overleeft de eerste nachtvorst niet.

### Vijanden
De voornaamste vijanden van de kruisspin zijn verschillende insectenetende vogels, die de spin uit het web plukken. Ook verschillende andere spinnen zijn vijand, voornamelijk de spinneneters. Dit zijn spinnen die exclusief op andere spinnen jagen en in hun eigen web aanvallen, zoals de soorten uit het geslacht Ero. Daarnaast zijn kruispinnen kannibalistisch en eten kleinere soortgenoten op. Niet alleen mannetjes die met een vrouwtje willen paren moeten uitkijken, ook als twee vrouwtjes elkaar tegenkomen vallen ze elkaar aan en proberen elkaar in te spinnen.
Bij verstoring begint de spin hevig verticaal heen- en weer te schudden in het web door spiercontracties van de poten. Bij ernstige verstoring laat de spin zich loodrecht vallen waarbij het lichaam met een spindraad wordt geankerd. De spin houdt zich op de bodem een tijdje schijndood waarbij de poten worden ingetrokken. Na enige tijd klimt de spin weer naar boven waarbij de ankerdraad wordt gebruikt.
Kruisspinnen hebben gifkaken maar gebruiken deze alleen om op prooien te jagen en niet om vijanden af te weren. Alleen als een spin tussen de vingers wordt vastgeklemd zal deze in het uiterste geval bijten wat pijnlijk is maar niet gevaarlijk.
De grootste vijand van de spinnen is het klimaat; ze lijden vooral onder droogte en zware regenval. Ook de mens is een belangrijke vijand omdat deze spinnen doodt en webben vernielt. De spinnen moeten ook opletten voor sommige sluipwespen zoals de spinnendoders, die de spin verlammen en naar het nest brengen, meestal een holletje onder de grond. In de verlamde spin wordt vervolgens een ei afgezet, als de larve van de sluipwesp uit het ei kruipt wordt de kruisspin levend en van binnenuit opgegeten.

## Naamgeving en taxonomie

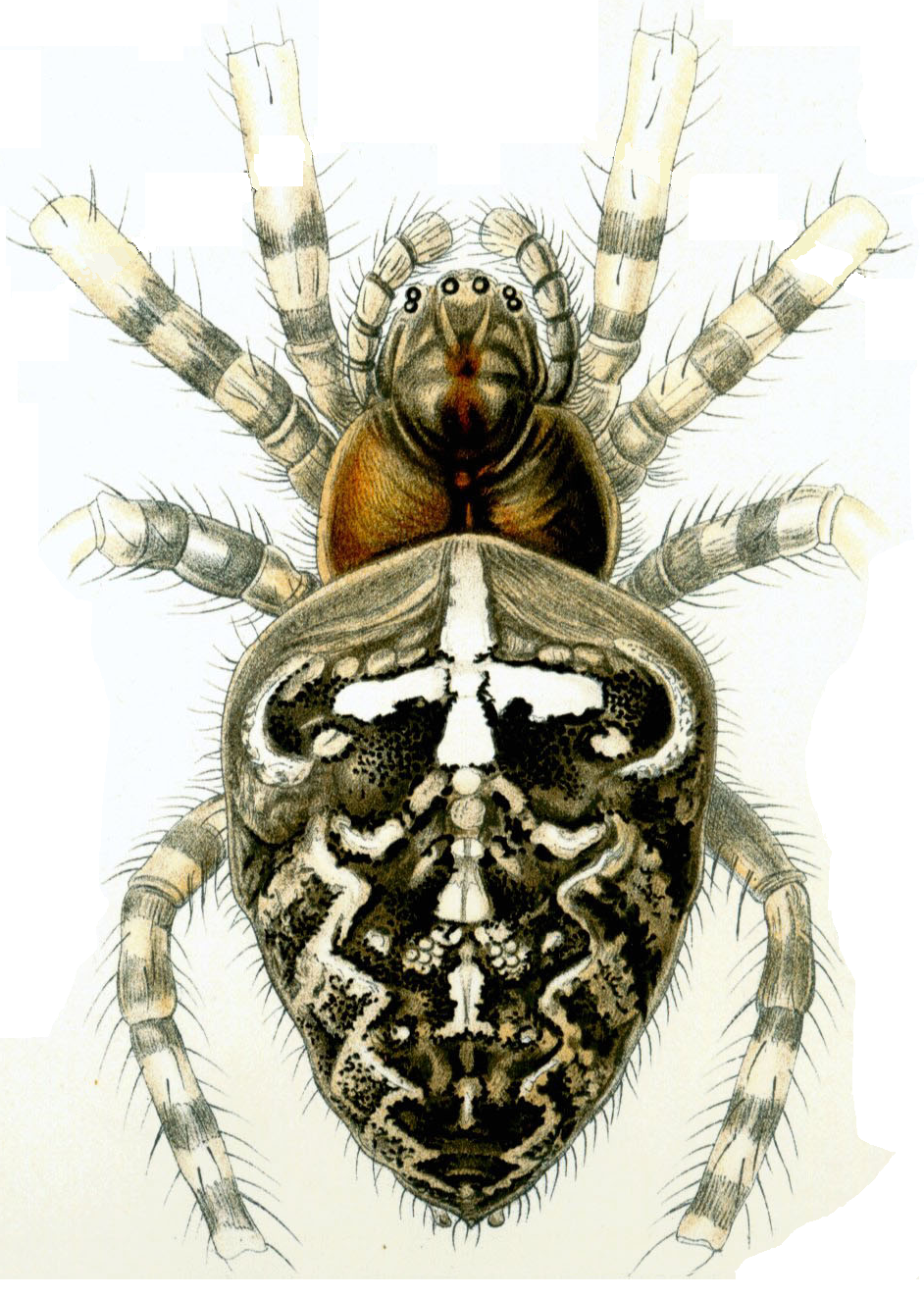
Tekening van de kruisspin door Ernst Haeckel uit het boek Kunstformen der Natur uit 1904

De wetenschappelijke naam van de kruisspin, Araneus diadematus, werd in 1758 door Carl Alexander Clerck gepubliceerd, vergezeld van een beschrijving en een afbeelding. De soort was ook daarvoor echter allesbehalve onbekend bij natuuronderzoekers. Carl Linnaeus kon zo in 1746 in zijn Fauna svecica al een kleine opsomming geven van auteurs die de soort eerder beschreven en/of afbeeldden. Hij noemt Jacob Hoefnagel (1630), Thomas Moufet (1634), Ulisse Aldrovandi (1644), John Jonston (1653), Martin Lister (1678), John Ray (1710) en Johann Leonhard Frisch (1728). Clerck, die met Linnaeus correspondeerde, noemt in zijn beschrijving Linnaeus' Fauna svecica, en was dus op de hoogte van de oudere literatuur over de soort. De naam diadematus komt daarin echter niet voor, en is dus van Clerck zelf. In Systema naturae van 1758 nam Linnaeus Clercks naam over, maar hij was gewend het geslacht de naam Aranea te geven, en veranderde bovendien het epitheton van diadematus (bijvoeglijk naamwoord 'met een hoofdband') in diadema (zelfstandig naamwoord 'hoofdband'). Clercks namen hebben echter prioriteit over die van Linnaeus.
De Nederlandse naam is te danken aan het witte 'kruis' op de bovenzijde van het achterlijf, dat is opgebouwd uit verschillende vlekken. In andere talen zoals het Zweeds (Korsspindel) wordt ook verwezen naar het kruis. In veel talen wordt de spin 'tuinspin' genoemd, zoals in het Engels (European garden spider), een verwijzing naar het voorkomen van de soort in tuinen.
De kruisspin behoort tot de familie wielwebspinnen (Araneidae); dit is een groep van spinnen die allemaal een web maken dat lijkt op een klassiek karrenwiel.

### Ondersoorten
Het is niet ongebruikelijk om ondersoorten te onderscheiden, maar omdat die uitsluitend van elkaar verschillen doordat ze in verschillende regio's voorkomen, beschouwt de gezaghebbende 'World Spider Catalog' ze als onvoldoende verschillend om ze de status van ondersoort toe te kennen. Het gaat om:
- Araneus diadematus diadematus – de typische ondersoort
- Araneus diadematus islandicus – IJsland
- Araneus diadematus nemorosus – Frankrijk
- Araneus diadematus soror – Corsica
- Araneus diadematus stellatus – De rest van Europa